# صندوق‌لی
صَندوق‌لی (به ترکی استانبولی: Sandıklı) شهری است در کشور ترکیه که در استان افیون قره‌حصار واقع شده‌است. جمعیت این شهر بر اساس سرشماری سال ۲۰۰۸ میلادی ۳۳٬۳۷۱ نفر و بر اساس برآوردهای سال ۲۰۰۹ میلادی ۳۲٬۸۸۶ نفر می‌باشد.